# Bolesława Maria Lament

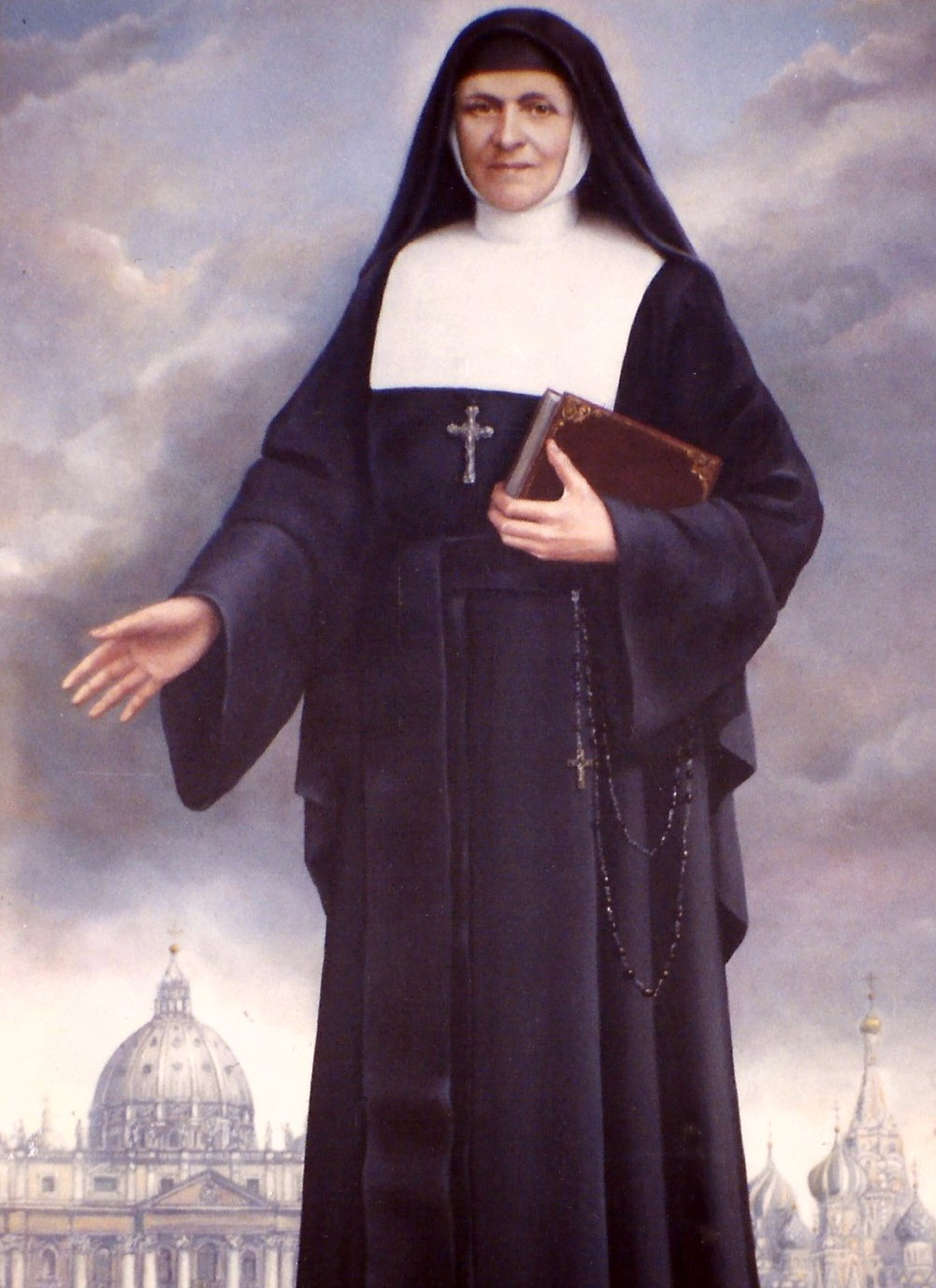
Bild von der Seligsprechung von Bolesława Maria Lament (von Zbigniew Kotyłło).

Bolesława Maria Lament (* 3. Juli 1862 in Łowicz, Polen; † 29. Januar 1946 in Białystok) war eine polnische Ordensschwester und Gründerin der Missionsschwestern von der Heiligen Familie. Sie wurde 1991 seliggesprochen.

## Leben
Bolesława war das erste von acht Kindern der Handwerkerfamilie Martin und Lucy Lament. Ihre Schulzeit begann auf dem russischen Gymnasium in Łowicz, auf dem sie auch ihren erfolgreichen Schulabschluss erlangte. Zur Erlangung weiterer Qualifikationen wurde sie von ihren Eltern nach Warschau geschickt, hier erkannte sie ihre Fähigkeiten und entwickelte Eigeninitiative und Unternehmerinnengeist.
Mit 22 Jahren trat sie in die Kongregation Mariens ein und entwickelte sich zu einer sehr frommen Ordensfrau. Sie arbeitete fortan in verschiedenen Institutionen in Warschau, Sankt Petersburg, Odessa, Illuxt und Simferopol auf der Krim. Ihr Schwerpunkt war die Ausbildung von Erziehern und Grundschullehrern. Nach dem Tode ihres Vaters zog die ganze Familie nach Warschau, hier übernahm sie soziale Aufgaben und wurde später Leiterin eines Hauses für psychisch Kranke und Obdachlose.

## Zwischen Russland, Bekarzs und Polen
1903 verließ sie den Frauenorden und folgte dem Ruf in das heutige Belarus, hier gründete sie 1905 in Mahiljou die Kongregation der Missionsschwestern von der Heiligen Familie. Die Zielsetzung dieser Ordensgemeinschaft war, die Einheit der Ostkirchen zu fördern und zu unterstützen. 1907 musste die Gemeinschaft nach Sankt Petersburg verlegt werden, hier übernahmen die Ordensschwestern Bildungs- und Erziehungsaufgaben.
Nach der Oktoberrevolution von 1917 musste Bolesława 1921 Sankt Petersburg verlassen und kehrte nach Polen zurück. 1922 gründete sie dann das erste Mutterhaus der Ordensgemeinschaft in Chełmno. Von 1925 bis 1935 lebte Mutter Bolesława im Kloster von Ratowo bei Mogilno. Gleichzeitig bekleidete sie das Amt der Ordensoberin, es begann ihre größte Schaffensperiode, 1935 gab sie das Amt an eine jüngere Mitschwester ab. Die Ordensgemeinschaft war nun auf 174 Nonnen, 26 Novizinnen und 9 Postulantinnen herangewachsen.
Der Zweite Weltkrieg führte zu großen Verlusten, die Ordensfrauen mussten teilweise im Untergrund arbeiten und boten den Armen, Kranken und Waisen ihre Hilfe an. Unter dem Vorwand, die Kinder auf die Beichte und die Heilige Kommunion vorzubereiten, organisierte sie geheime polnische Schulen. Noch während der Kriegszeit erkrankte sie, 1941 erlitt sie infolge der Krankheit eine Lähmung.

## Tod und Verehrung
Im Alter von 84 Jahren verstarb Bolesława Maria Lament am 29. Januar 1946 in Bialystok, ihre letzte Ruhestätte erhielt sie in der Klosterkrypta Ratowo. Der Seligsprechungsprozess begann 1973 und wurde am 5. Juni 1991 von Papst Johannes Paul II. während seiner Visitation in Bialystok mit der Seligsprechung vollendet. Die 1991 gesegneten Reliquien werden heute im Wallfahrtsort „Heiligtum von Bialystok“ aufbewahrt und verehrt. 
Noch heute wird die Ordensschwester in der Kirche Mariä-Heimsuchung in Sankt Petersburg verehrt. Zwischen anderen großen Bildern hängt ein Porträt der seligen Bolesława Maria Lament. Schon jetzt kommen regelmäßig Pilger nach Sankt Petersburg und gedenken ihres Wirkens. Der dort ansässige katholische Priester beabsichtigt, hier einen Wallfahrtsort zu errichten.